# Meleoma signoretii
Meleoma signoretii är en insektsart som beskrevs av Fitch 1855. Meleoma signoretii ingår i släktet Meleoma och familjen guldögonsländor. Inga underarter finns listade i Catalogue of Life.